# Tennistavolo ai Giochi della XXXI Olimpiade
Le partite di tennistavolo dei Giochi della XXXI Olimpiade si sono svolti tra il 6 e il 17 agosto 2016 al Riocentro.

## Calendario
| P | Preliminari | ¼ | Quarti di finale | ½ | Semifinali | F | Finale |

| Evento↓/Data →    | Sab 6 | Dom 7 | Lun 8 | Mar 9 | Mer 10 | Mer 10 | Gio 11 | Gio 11 | Ven 12 | Sab 13 | Dom 14 | Dom 14 | Lun 15 | Lun 15 | Mar 16 | Mer 17 |
| ----------------- | ----- | ----- | ----- | ----- | ------ | ------ | ------ | ------ | ------ | ------ | ------ | ------ | ------ | ------ | ------ | ------ |
| Singolo maschile  | P     | P     | P     | ¼     |        |        | ½      | F      |        |        |        |        |        |        |        |        |
| Squadre maschile  |       |       |       |       |        |        |        |        | P      | P      | ¼      | ¼      | ½      | ½      |        | F      |
| Singolo femminile | P     | P     | P     | ¼     | ½      | F      |        |        |        |        |        |        |        |        |        |        |
| Squadre femminile |       |       |       |       |        |        |        |        | P      | ¼      | ½      | ½      |        |        | F      |        |

## Podi

### Uomini
| Evento                      | Oro                            | Argento                                          | Bronzo                                               |
| Singolo maschile (dettagli) | Ma Long                        | Zhang Jike                                       | Jun Mizutani                                         |
| Squadre maschile (dettagli) | Cina Ma Long Xu Xin Zhang Jike | Giappone Kōki Niwa Jun Mizutani Maharu Yoshimura | Germania Bastian Steger Dimitrij Ovtcharov Timo Boll |

### Donne
| Evento                       | Oro                                  | Argento                                      | Bronzo                                        |
| Singolo femminile (dettagli) | Ding Ning                            | Li Xiaoxia                                   | Kim Song-i                                    |
| Squadre femminile (dettagli) | Cina Li Xiaoxia Liu Shiwen Ding Ning | Germania Han Ying Petrissa Solja Shan Xiaona | Giappone Ai Fukuhara Kasumi Ishikawa Mima Ito |

## Medagliere
| Pos.   | Paese          | Oro | Argento | Bronzo | Totale |
| ------ | -------------- | --- | ------- | ------ | ------ |
| 1      | Cina           | 4   | 2       | 0      | 6      |
| 2      | Giappone       | 0   | 1       | 2      | 3      |
| 3      | Germania       | 0   | 1       | 1      | 2      |
| 4      | Corea del Nord | 0   | 0       | 1      | 1      |
| Totale | Totale         | 4   | 4       | 4      | 12     |